# Storhogna
Storhogna är en skidort i Klövsjö distrikt (Klövsjö socken) i Bergs kommun. Liftsystemet är sammanbyggt med det i Klövsjö, som bildar Klövsjö-Storhogna skidområde. Totalt har systemet 12 skidliftar och 19 nedfarter. Högsta fallhöjden i ett sträck är 340 meter, men från Storhognas topp till Katrinabackens botten är fallhöjden 415 meter.
I området finns rösade leder som går till Samevistet, Fallmoran och Bräckvallen. 

## Historik
Karl XI:s Värdshus började som kaffestuga år 1965. Under 1970-talet ägdes fjällanläggningen av Svenska Fjäll. Anläggningen har senare bytt namn till Storhogna Högfjällshotell och innefattar både hotell, spa och en 1000 m2 stor vinterträdgård med restaurang. Storhognaliften var en ankarlift med korta träankare, vars dalstation var belägen närmare värdshuset än dagens lift och gick snett upp på berget. En knapplift vid namn "Vinkelliften" med gröna "Vinkelbacken" och röda "Astrids backe" gick på höger sida om Storhognaliften. 
Kalles lift var då en replift. Vinkelbacken utnyttjades för turisttävlingar. 1997 bands liftsystemen i Storhogna och Klövsjö samman genom bygget av Tunnelliften och Solliften. Dalliften fick byta namn till Fjälliften eftersom annars två liftar i systemet skulle haft samma namn. Skistar blev ägare till anläggningen vid millennieskiftet. Därmed blev Klövsjö/Storhogna del av Destination Vemdalen. Vinkelliften monterades ned 2001 och Kalles lift byttes ut till knapplift.